# 노원문화예술회관
노원문화예술회관은 서울특별시 노원구 중계본동 364-3번지에 위치한 노원구민 중심의 복합문화예술공간이다. 1998년 3월 착공 후 2004년 6월 16일에 연면적 13,167m², 건축면적 1,842m²의 지하 3층, 지상 6층 규모 건물로 개관되었으며, 610석의 대공연장과 292석의 소공연장, 181m²의 전시실, 잔디광장 야외무대 등의 공연·전시 공간과 회의실, 연습실, 주차장과 스카이라운지 등의 편의시설을 갖추고 있다. 개관 이래 꾸준히 지역주민의 문화욕구를 해소하기 위해 각종 공연과 교육 프로그램, 시설 대여를 제공해 오고 있다. 2009년 5월부터는 체계적이고 전문적인 교육 정보 제공을 위한 노원교육비전센터 또한 운영한다.
서울의 문화예술시설이 강남의 예술의 전당이나 광화문 세종문화회관 등 서울 동북부 지역에서 접근이 불편한 지역에 분포해 있어 문화의 지역 격차가 벌어졌다는 인식에서 격차 해소를 위해 구 차원에서 6년간 245억 이상의 예산을 들여 문을 열었다. 서울시에서 자치구가 직접 문화예술공연만을 위한 전용 회관을 건립한 것은 최초이다. 세종문화회관 근무 경력의 초대 관장 등이 발로 뛰어 동네 무대 차원이 아닌 수준 높은 공연장으로 좋은 출발을 하였으며, 계속하여 국내외 명사들의 뛰어난 공연들을 유치하면서 공연 명소로 입지를 굳히고 있다.

## 시설 소개
대공연장
231m²의 주무대는 특수 배경 막, 이동식 무대, 첨단 무대조명시설 및 음향시설, 오케스트라 전용무대까지 다양한 기능을 갖추어 콘서트나 연주회부터 연극, 뮤지컬, 오페라 등 무대공연까지 여러 분야의 공연들을 소화해 내고 있다. 1, 2, 3층에 걸쳐 R석, S석, A석의 비율은 21 : 35 : 44 정도로 분포되어 있으나 대체로 모든 객석들에서 좋은 시야가 확보되고, 동일하고 쾌적한 음이 전달된다.
소공연장
무대는 132m²의 넓이로 96석의 S석과 196석의 A석으로 이루어져 있으며, 다양한 기능을 활용하는 공연보다는 소규모의 연극, 합창, 실내악, 독주회 종류의 공연을 주로 선사한다.
전시실
2007년 말 전시실 리모델링 과정에서 공모를 통해 ‘노원아트갤러리’로 이름을 가지게 되었다. 국립현대미술관 등 중앙 차원의 전시와의 연계, 인재 발굴 및 전시 지원, 각종 초대전 등을 통해 점차 전문성을 획득하고 있다. 또한 지역공공갤러리로서 어린이 체험예술, 시민참여 예술교육, 야외 퍼포먼스 등 공공미술 프로그램을 지속적으로 기획하여 외부공간에서도 전시를 연장하고 있다.
회의실
1157m² 규모로 2층에 있으며, 세미나나 발표회, 회의 등 다양한 이벤트를 진행할 수 있다.
휴식 공간
지상 6층에 있는 휴식공간에서는 노원구의 명물인 불암산이 잘 보여 좋은 경치를 제공한다. 공연과 상관없이 이용 가능하며 레스토랑에서 식사도 가능하다.
B&C 리더스나인
빔 프로젝트 및 음향시설을 완비한 연회 전문홀로 이용이 가능하며, 평일에는 점심에 상설 뷔페를 운영한다.

## 정기 공연 및 주요 지난 공연
2005년 3월부터 시작된 ‘화요클래식 음악감상실’은 매주 화요일 오전 10시 반부터 12시까지 소공연장에서 서울내셔널 심포니 오케스트라 운영위원장인 임정빈씨의 진행으로 이뤄진다. 세계적인 연주자·연주단체 및 지휘자들의 공연뿐만 아니라 재즈, 가요부터 영화, 드라마, 광고 속 클래식까지 다채로운 주제들을 통해 연주 감상과 진행자의 해설을 함께 접할 수 있다. 관람료는 2000원이다.
노원구민회관은 이와 같은 지역밀착형 정기공연 뿐만 아니라 대규모로 국내외 유명 공연을 기존에 비해 싼 가격으로 주민들에게 제공하여 큰 호응을 얻어왔다. 개관 이래 주요 매진 공연들은 2004년 ‘조수미의 송년 콘서트’, 2007년 ‘연극 신의 아그네스’, ‘뮤지컬 I Do, I Do’, ‘파리나무십자가 소년합창단 공연’, 2008년 ‘개관 4주년 기념 음악회’, ‘인순이와 함께하는 가을 음악회’, ‘조지윈스턴 윈터 콘서트’, 2009년 ‘유키구라모토 Romance’, ‘리처드 용제오닐 바로크 콘서트’ 등이 있다.

## 자치구 문예회관
노원문화예술회관처럼, 매우 큰 규모와 전문성을 지닌 전문문화예술복합공간은 아니지만 지역 밀착형 프로그램들과 수준 높은 공연들을 동시에 진행시키면서 주민 문화생활의 질을 향상시키는 자치구 문예회관들이 속속 생겨나고 있다. 구 별로 강남구의 ‘강남문화재단’, 강동구의 ‘강동문화예술회관’, 강북구의 ‘삼각산문화예술회관’, 광진구의 ‘나루아트센터’, 구로구의 ‘구로아트밸리 예술극장’, 동대문구의 ‘동대문구문화회관’, 마포구의 ‘마포아트센터’, 서대문구의 ‘서대문문화체육회관’, 서초구의 ‘서초구민회관’, 송파구의 ‘송파문화원’, 은평구의 ‘은평문화예술회관’, 중구의 ‘충무 아트홀’, 중랑구의 ‘중랑구민회관’, 도봉구의 ‘서울열린극장 창동’ 등이 있다. 2006년에는 각 지역의 이러한 회관들을 문화 활동의 거점으로 하여 자치구 간의 문화격차를 극복하고 서울시 전체의 문화향수 기회를 증진시키기 위해 서울문예회관연합회도 발족되었다.